# Trofeo Torino-Biella
Il Trofeo Torino-Biella era una corsa in linea maschile di ciclismo su strada, riservata a dilettanti e indipendenti, che si svolgeva in Piemonte, fra le città di Torino e Biella. Estintasi nel 1996, dall'anno successivo venne ricreata come Giro della Provincia di Biella. 

## Albo d'oro
Aggiornato all'edizione 1996.
| Anno      | Vincitore                                           | Secondo                                             | Terzo                                               |
| --------- | --------------------------------------------------- | --------------------------------------------------- | --------------------------------------------------- |
| 1940      | Antonio Covolo                                      | Giuseppe Biondi                                     | Michele Gosso                                       |
| 1941      | Antonio Bevilacqua                                  | Salvatore Crippa                                    | Edoardo Taddei                                      |
| 1942      | Luciano Succi                                       | Giordano Cottur                                     | Diego Marabelli                                     |
| 1943      | Primo Volpi                                         | Salvatore Crippa                                    | Primo Zuccotti                                      |
| 1944-1945 | non disputato a causa della Seconda Guerra Mondiale | non disputato a causa della Seconda Guerra Mondiale | non disputato a causa della Seconda Guerra Mondiale |
| 1946      | Giuseppe Ausenda                                    | Germano Ghezzo                                      | Enea Antolini                                       |
| 1947      | Alfredo Pasotti                                     | Andrea Carrea                                       | Luciano Parodi                                      |
| 1948      | Euro Giacomelli                                     | ?                                                   | ?                                                   |
| 1949      | Illes Casaschi                                      | ?                                                   | ?                                                   |
| 1950      | Andrea Carrea                                       | ?                                                   | ?                                                   |
| 1951      | Cesare Olmi                                         | ?                                                   | ?                                                   |
| 1952      | Elso Gabiano                                        | ?                                                   | ?                                                   |
| 1953      | Bruno Umidio                                        | ?                                                   | ?                                                   |
| 1954      | Giorgio Godio                                       | Walter Vignono                                      | Angelo Branca                                       |
| 1955      | E. Bertorelli                                       | ?                                                   | ?                                                   |
| 1956      | Roberto Dicredito                                   | ?                                                   | ?                                                   |
| 1957      | Angelo Branca                                       | ?                                                   | ?                                                   |
| 1958      | Antonio Callegher                                   | ?                                                   | ?                                                   |
| 1959      | Gianbattista Mana                                   | ?                                                   | ?                                                   |
| 1960      | Pasquale Zerbetto                                   | ?                                                   | ?                                                   |
| 1961      | Giorgio Zancanaro                                   | ?                                                   | ?                                                   |
| 1962      | Remo Stefanoni                                      | ?                                                   | ?                                                   |
| 1963      | Silvio Boni                                         | ?                                                   | ?                                                   |
| 1964      | Roberto Bonetto                                     | ?                                                   | ?                                                   |
| 1965      | Vittorio Adorno                                     | ?                                                   | ?                                                   |
| 1966      | Tommaso Giroli                                      | ?                                                   | ?                                                   |
| 1967      | non disputato                                       | non disputato                                       | non disputato                                       |
| 1968      | Francesco Desaymonet                                | ?                                                   | ?                                                   |
| 1969      | Alberto Bogo                                        | Antonio Scigliano                                   | Franco Peruzzo                                      |
| 1970      | Gianfranco Foresti                                  | Franco Siccardi                                     | Claudio Segatto                                     |
| 1971      | Franco Peruzzo                                      | Massimo Luciani                                     | Renato Martinazzo                                   |
| 1972      | Giuseppe Magni                                      | Enrico Sammarini                                    | Franco Orante                                       |
| 1973      | Gabriele Mirri                                      | ?                                                   | ?                                                   |
| 1974      | Domenico Rossi                                      | Mario Vaira                                         | Giovanni Fedrigo                                    |
| 1975      | Alan Spokes                                         | ?                                                   | ?                                                   |
| 1976      | Gianluigi Carretta                                  | Filippo Marchiorato                                 | Pierangelo Dell'Acqua                               |
| 1977      | Franco Preda                                        | ?                                                   | ?                                                   |
| 1978      | Giuseppe Parente                                    | ?                                                   | ?                                                   |
| 1979      | Pierpaolo Prato                                     | ?                                                   | ?                                                   |
| 1980      | Giovanni Fedrigo                                    | ?                                                   | ?                                                   |
| 1981      | Francesco Caneva                                    | ?                                                   | ?                                                   |
| 1982      | Domenico Cavallo                                    | Secondo Volpi                                       | Giovanni Bottoia                                    |
| 1983      | Claudio Cerri                                       | Vinicio Coppi                                       | Fazio Cavenati                                      |
| 1984      | Luigi Lo Campo                                      | Fazio Cavenati                                      | Bruno Surra                                         |
| 1985      | Orlando Dal Molin                                   | ?                                                   | ?                                                   |
| 1986      | Roberto Mich                                        | Sergio Galletto                                     | Antonio Magrì                                       |
| 1987      | Marco Lietti                                        | ?                                                   | ?                                                   |
| 1988      | G. Farina                                           | ?                                                   | ?                                                   |
| 1989      | Ferdinando Rambaudo                                 | ?                                                   | ?                                                   |
| 1990      | Alberto Passera                                     | ?                                                   | ?                                                   |
| 1991      | Roberto Giucolsi                                    | ?                                                   | ?                                                   |
| 1992      | Daniele Ferrario                                    | ?                                                   | ?                                                   |
| 1993      | Diego Pellegrini                                    | ?                                                   | ?                                                   |
| 1994      | Francesco Secchiari                                 | ?                                                   | ?                                                   |
| 1995      | Matteo Frutti                                       | Paolo Savoldelli                                    | Mirko Celestino                                     |
| 1996      | Enrico Bonetti                                      | Davide Taroni                                       | Diego Ferrari                                       |